# 劉永明
刘永明（？—1622年），明熹宗天启年间，山东、北直隶地区农民起事领袖。
万历年间，闻香教主王森被捕死于狱中。其子王好贤及门徒于弘志在北直隶武邑、景州一带传教。1622年，闻香教徒山东郓城人徐鸿儒在五月十一日举兵反明，自称中兴福烈帝，建年号大乘兴胜。七月，于弘志在北直隶阜城、武邑起兵，赵大也在艾山起兵，奉刘永明为安民王，响应徐鸿儒。天津巡抚李邦华、保定巡抚张凤翔围攻于弘志部，刘永明也被捕杀。十月，徐鸿儒也兵败被杀。